# Liste der Flaggen im Hochsauerlandkreis
Diese Liste beinhaltet alle in der Wikipedia gelisteten Flaggen im Hochsauerlandkreis in Nordrhein-Westfalen. Weitere Flaggen von Städten, Gemeinden und Kreisen in Nordrhein-Westfalen sind über die Navigationsleiste am Ende der Seite erreichbar.

## Hochsauerlandkreis
| Kreis              | Hissflagge | Banner | Kommentare |
| ------------------ | ---------- | ------ | --- |
| Hochsauerlandkreis |            |        | „Dem Hochsauerlandkreis ist mit Urkunde des Regierungspräsidenten in Arnsberg vom 31. Oktober 1975 das Recht zur Führung eines Wappens, einer Flagge, eines Banners und eines Dienstsiegels verliehen worden. „Beschreibung des Wappens: In Rot ein silberner (weißer) Adler mit eingelegtem silbernen (weißen) Herzschild, belegt mit einem durchgehenden schwarzen Kreuz.“ Beschreibung der Flagge: Die Hissflagge zeigt auf einer weißen, von zwei roten Längsstreifen im Verhältnis 1:3:1 begleiteten Bahn das Wappen des Kreises. Beschreibung des Banners: Das Banner zeigt auf einer weißen, von zwei roten Seitenstreifen im Verhältnis 1:3:1 eingefassten Bahn, über die Mitte nach oben geschoben, das Wappen des Kreises.“ |

## Städte und Gemeinden
| Stadt               | Hissflagge                         | Banner                        | Kommentare |
| ------------------- | ---------------------------------- | ----------------------------- | --- |
| Arnsberg            | laut Hauptsatzung keine Hissflagge |                               | „Der Stadt ist mit Urkunde der Bezirksregierung Arnsberg vom 14. Januar 1976 (zuerst am 28. Januar 1911) zuletzt das Recht zur Führung eines Wappens, eines Banners und eines Dienstsiegels verliehen worden.“ „Beschreibung des Wappens: In Blau, ein gelb (gold) bewehrter weißer (silberner) Adler. Beschreibung des Banners: Von Blau zu Weiß im Verhältnis 1 : 1 längs gestreift, im weißen Bannerhaupt das Wappen der Stadt.“ |
| Bestwig             | laut Hauptsatzung keine Hissflagge |                               | „Mit Urkunde des Regierungspräsidenten in Arnsberg vom 25. Februar 1977 wurde der Gemeinde Bestwig die Führung eines Wappens, eines Banners und eines Siegels genehmigt.“ Beschreibung des Wappens: In Silber (Weiß) ein blaues Andreaskreuz. Beschreibung des Banners: Von Weiß zu Blau zu Weiß im Verhältnis 1 : 3 : 1 längsgestreift in der Mitte der oberen Hälfte der weißen Bahn das Wappenschild der Gemeinde. |
| Brilon              |                                    |                               | „Der Stadt Brilon ist zuletzt mit Urkunde des Regierungspräsidenten Arnsberg vom 19. Juli 1977 das Recht zur Führung eines Wappens, einer Flagge, eines Banners und eines Dienstsiegels verliehen worden.“ Beschreibung des Wappens: Geteilt in Silber (Weiß) und Schwarz; oben ein durchgehendes schwarzes Kreuz, unten auf schwarzem Grund ein schräg liegender silberner (weißer) Schlüssel mit nach unten gekehrtem Bart. Beschreibung der Flagge: Von Weiß zu Schwarz in sieben gleich breiten Streifen quergestreift; in der Mitte das Stadtwappen. Beschreibung des Banners: Das Banner zeigt den Wappenschild der Stadt und führt die Umschrift STADT BRILON. Das Banner ist eine hängende Wappenfahne, 400 × 150 cm groß, von Weiß zu Schwarz in sieben gleich breiten Streifen längsgestreift, im weißen Bannerhaupt der Wappenschild der Stadt. Es werden verschiedene Varianten des Banners gezeigt. |
| Eslohe (Sauerland)  | laut Hauptsatzung keine Hissflagge |                               | „Mit Urkunde des Regierungspräsidenten in Arnsberg vom 20. April 1976 wurde der Gemeinde Eslohe (Sauerland) die Führung eines Wappens, eines Banners und eines Siegels genehmigt.“ Beschreibung des Wappens: Von Blau und Silber (Weiß) gespalten, vorn ein halber silberner (weißer) Adler mit roter Zunge, hinten eine halbe eingebogene schwarze Spitze. Beschreibung des Banners: Von Weiß zu Blau zu Weiß im Verhältnis 1 : 3 : 1 längsgestreift in der Mitte der oberen Hälfte der weißen Bahn das Wappenschild der Gemeinde. |
| Hallenberg          |                                    | laut Hauptsatzung kein Banner | „Die Stadt Hallenberg führt seit 1910 eine nie genehmigte Flagge.“ „Beschreibung des Wappens: In Silber (Weiß) ein durchgehendes schwarzes Kreuz, bewinkelt von vier aufgeschichteten schwarzen Schlüsseln mit abgekehrten Bärten. Beschreibung der Flagge: Schwarz-Weiß geteilt.“ |
| Marsberg            |                                    |                               | „Der Stadt Marsberg ist durch Urkunde des Regierungspräsidenten in Arnsberg vom 24. März 1977 das Recht zur Führung von Wappen, Siegel und Banner verliehen worden.“ „Beschreibung des Wappens: In Rot der goldene (gelbe) Buchstabe A. Beschreibung des Banners: In Gelb, etwas zur Stange hin verschoben, der Wappenschild der Stadt, an den Längsseiten jeweils 3 gleichbreite Streifen im Wechsel von Rot, Gelb und Rot. Die korrekte Beschreibung muss lauten: Von Rot zu Gelb zu Rot zu Gelb zu Rot zu Gelb zu Rot längsgestreift im Verhältnis 1:1:1:9:1:1:1 mit dem Wappenschild auf der mittleren Bahn oberhalb der Mitte.“ |
| Medebach            |                                    | laut Hauptsatzung kein Banner | „Die Stadt Medebach führt eine nie genehmigte Flagge.“ „Beschreibung des Wappens: Geviert von Rot und Silber (Weiß) durch ein durchgehendes schwarzes Kreuz; im ersten Feld eine silberne (weiße) Lilie, im vierten Feld ein aufrechter silberner (weißer) Schlüssel mit abgekehrtem Bart. Beschreibung der Flagge: Blau-Weiß geteilt mit dem Wappenschild in der Mitte; darüber der Schriftzug "MEDEBACH".“ |
| Meschede            |                                    |                               | „Der Stadt Meschede ist mit Urkunde des Regierungspräsidenten Arnsberg vom 30. Juli 1976 das Recht zur Führung eines Wappens, einer Flagge, eines Banners und eines Dienstsiegels verliehen worden.“ Beschreibung des Wappens: Von Blau und Silber (Weiß) gespalten; vorn ein halber silberner (weißer) Adler mit roter Zunge, hinten ein durchgehendes schwarzes Kreuz. Beschreibung der Flagge: Von Blau zu Weiß zu Blau im Verhältnis 1:3:1 quergestreift (geteilt), in Mitte der weißen Bahn der Wappenschild der Stadt Meschede. Beschreibung des Banners: Von Blau zu Weiß zu Blau im Verhältnis 1:2:1 längsgestreift, in der oberen Hälfte der weißen Bahn der Wappenschild der Stadt Meschede. |
| Olsberg             |                                    |                               | „Der Stadt Olsberg ist mit Urkunde des Regierungspräsidenten Arnsberg vom 10. März 1978 das Recht zur Führung eines Wappens, einer Flagge, eines Banners und eines Dienstsiegels verliehen worden.“ Beschreibung des Wappens: Quadriert von Gold (Gelb) und Rot, darüber ein freistehender schwarzer Ring mit aufgelegten schwarzen Quadraten, die jeweils in der Mitte der anstoßenden Felder sitzen. Beschreibung der Flagge: Die Hauptsatzung gibt folgende falsche Beschreibung: Von Gelb zu Rot in sieben gleich breiten Bahnen längsgestreift, im quadratischen gelben Flaggenhaupt der schwarze Ring des Stadtwappens. Korrekt muss es heißen: Gespalten im Verhältnis 2:3; am Liek in Gelb der schwarze Ring des Stadtwappens; der Flugteil sechsmal geteilt von Gelb und Rot. Beschreibung des Banners: Von Gelb zu Rot in sieben gleich breiten Bahnen längsgestreift, im quadratischen gelben Bannerhaupt der schwarze Ring des Stadtwappens. Besser: Sechsmal gespalten von Gelb und Rot; im quadratischen gelben Bannerhaupt der schwarze Ring des Stadtwappens. |
| Schmallenberg       | laut Hauptsatzung keine Hissflagge |                               | „Der Stadt Schmallenberg ist durch Urkunde des Regierungspräsidenten in Arnsberg vom 25. November 1975 das Recht zur Führung von Wappen, Siegel und Banner verliehen worden.“ „Beschreibung des Wappens: In Silber (Weiß) eine rote Burg mit zwei Zinnentürmen und einem Tor, dessen Giebel in einer Lilie endet. In der Toröffnung findet sich ein aufrechter schwarzer Schlüssel. Beschreibung des Banners: Von Rot und Weiß im Verhältnis 1 : 1 längsgestreift, im schwarzen Bannerhaupt das Wappen der Stadt.“ |
| Sundern (Sauerland) | laut Hauptsatzung keine Hissflagge |                               | „Der Stadt Sundern (Sauerland) ist durch Urkunde des Regierungspräsidenten in Arnsberg vom 26. Juni 1978 das Recht zur Führung von Wappen, Siegel und Banner verliehen worden.“ „Beschreibung des Wappens: In Silber (Weiß) ein wachsender golden (gelb) nimbierter Johannes Evangelist in blauem Gewand und mit goldenen (gelben) Haaren, in der Rechten einen goldenen (gelben) Kelch haltend, über dem eine blaue Schlange schwebt. Beschreibung des Banners: Von Weiß zu Blau zu Weiß im Verhältnis 1 : 3 : 1 längsgestreift, in der oberen Hälfte der mittleren Bahn der Wappenschild der Stadt.“ |
| Winterberg          |                                    | laut Hauptsatzung kein Banner | „Der Stadt ist mit Urkunde des Regierungspräsidenten in Arnsberg vom 9. Januar 1978 das Recht zur Führung eines Wappens, eines Siegels und einer Flagge verliehen worden.“ Beschreibung des Wappens: In Silber (Weiß) eine rote gezinnte Stadtmauer mit offenem Tor in Form eines Kleeblattbogens, überragt von drei roten Türmen mit Spitzdächern, dazwischen auf roten Stangen zwei goldene (gelbe) Hochkreuze; im Tor der wachsende blaugekleidete heilige Jakobus der Ältere, in der Rechten eine rote Kirche, in der Linken einen goldenen (gelben) Stab mit goldener (gelber) Pilgerflasche haltend. Beschreibung der Flagge: Von Weiß zu Rot zu Weiß im Verhältnis 1 : 3 : 1 längsgestreift, in der Mitte der roten Bahn der Wappenschild der Stadt. |